# Núria López-Bigas
Núria López-Bigas (Monistrol de Montserrat,  Barcelona, 1975) es una bióloga española especializada en la genómica computacional del cáncer. Es profesora en la Institución Catalana de Investigación y Estudios Avanzado (ICREA) en la Universidad Pompeu Fabra (UPF), donde ha sido jefa del grupo de investigación en genómica biomédica del Departamento de Ciencias Experimentales y de la Salud (DCEXS-UPF), en el Parque de Investigación Biomédica de Barcelona (PRBB), durante más de 10 años. Dirige su grupo en el Instituto de Investigación Biomédica (IRB).
Su investigación se centra en el desarrollo de herramientas computacionales que ayuden a la identificación de mutaciones causantes de tumores. Ha participado en varios proyectos internacionales, como la Red de Investigación del Atlas Genómico del Cáncer (The Cancer Genome Atlas Research Network). Algunas de las aportaciones de su grupo han sido dar respuesta a por qué en algunos tipos de tumor, se acumulan mutaciones en lugares específicos del genoma, o la descripción de las mutaciones de más de 4000 tumores originados en 13 órganos diferentes.
López-Bigas recibió una beca Consolidator del Consejo Europeo de Investigación (ERC por las siglas inglesas) en 2015 por su proyecto NONCODRIVERS que tiene como objetivo identificar, en las regiones no-codificantes del genoma, mutaciones implicadas en el desarrollo tumoral. Ha recibió el premio Fundación Banco Sabadell en mayo de 2016, y también el Premio Fundación Lilly de Investigación Biomédica Preclínica 2023.

## Biografía
Nació en Monistrol de Montserrat en 1975. Es doctora en Biología y experta en Genética Médica y en Biología Computacional y Bioinformática. Fue investigadora de la Institución Catalana de Investigación y Estudios Avanzados (ICREA), jefa de Laboratorio de Genómica Biomedia en el Instituto de Investigación Biomédica de Barcelona y profesora asociada a la Universidad Pompeu Fabra (UPF) de Barcelona.
En 2022 vive en Manresa, que considera su ciudad. El municipio la reconoció en 2021 con el Premio Rosa Argelaguet e Isanta en su primera edición, creado para reconocer, promocionar y sensibilizar el papel de las mujeres que han contribuido activamente en actividades de investigación, divulgación o docencia en el ámbito de las ciencias. 
Dirige su grupo en el Instituto de Investigación Biomédica (IRB).

## Publicaciones
Entre las numerosas publicaciones de López-Bigas, se destacan:
- Pich O, Muiños F, Lolkema MP, Steeghs N, Gonzalez-Perez A, Lopez-Bigas N. The mutational footprints of cancer therapies. Nature Genetics 2019
- Martinez-Jimenez F, Muiños F, Lopez-Arribillaga E, Lopez-Bigas N, Gonzalez-Perez A. Systematic analysis of alterations in the ubiquitin proteolysis system reveals its contribution to driver mutations in cancer. Nature Cancer 2020
- Gonzalez-Perez A, Sabarinathan R, Lopez-Bigas N. Local Determinants of the Mutational Landscape of the Human Genome. Cell 2019 177 (1) pp101-114DOI:10.1016/j.cell.2019.02.051
- Pich O, Muiños F, Radhakrisnan S, Reyes-Salazar I, Gonzalez-Perez A, Lopez-Bigas N. Somatic and germline mutation periodicity follow the orientation of the DNA minor groove around nucleosomes. Cell 2018. 175 (4) pp 902-904
- Tamborero D, Rubio-Perez C, Deu-Pons J, Schroeder MP, Vivancos A, Rovira A, Tusquets I, Albanell J, Rodon J, Tabernero J, de Torres C, Dienstmann R, Gonzalez-Perez A, Lopez-Bigas N*. Cancer Genome Interpreter Annotates The Biological And Clinical Relevance Of Tumor Alterations. Genome Medicine 2018. 10:25
- Frigola J, Sabarinathan R, Mularoni L, Muiños F, Gonzalez-Perez A, López-Bigas N. Reduced mutation rate in exons due to differential mismatch repair. Nature Genetics, 2017. 49(12), pp. 1684- 1692, doi:10.1038/ng.3991
- Sabarinathan R, Mularoni L, Deu-Pons J, Gonzalez-Perez A, Lopez-Bigas N. Nucleotide excision repair is impaired by binding of transcription factors to DNA. Nature, 2016;532 (7598):264- 7
- Loris Mularoni, Radhakrishnan Sabarinathan, Jordi Deu-Pons, Abel Gonzalez-Perez, Núria López-Bigas. OncodriveFML: A general framework to identify coding and non-coding regions with cancer driver mutations. Genome Biology, 2016 17:128
- Carlota Rubio-Perez, David Tamborero, Michael P. Schroeder, Albert A. Antolín, Jordi DeuPons, Christian Perez-Llamas, Jordi Mestres, Abel Gonzalez-Perez, and Nuria Lopez-Bigas*. In silico prescription of anticancer drugs to cohorts of 28 tumor types reveals unexploited targeting opportunities. Cancer Cell. 2015. 27(3):382-96
- Gonzalez-Perez A, Perez-Llamas C, Deu-Pons J, Tamborero D, Schroeder MP, Jene-Sanz A, Santos A, Lopez-Bigas N*. IntOGen-mutations identifies cancer drivers across tumor types. Nature Methods, 2013; 10 (11): 1081-1082

## Premios y reconocimientos
- 2015. Beca Consolidator del Consejo Europeo de Investigación (ERC) por su proyecto NONCODRIVERS.
- 2016. Premio Fundación Banco Sabadell.
- 2021. Premio Rosa Argelaguet e Isanta. Manresa.
- 2023. Premio Fundación Lilly de investigación Biomédica Preclínica.[9]